# Mika Salo
Mika Juhani Salo (født 30. november 1966 i Helsingfors, Finland) er en finsk racerkører, der blandt andet er kendt for en lang karriere i Formel 1, hvor han har på 8 sæsoner har kørt i alt 111 løb. Salo havde kørt for Lotus, Tyrrell, Arrows, BAR, Scuderia Ferrari, Sauber og Toyota. Salo har aldrig vundet et Grand Prix, men er to gange sluttet på podiet i 1999; en andenplads i Tyskland og en tredjeplads i Italien.
Udover Formel 1 har Salo også deltaget i Le Mans, hvor han i 2008 og 2009 var med til at vinde GT2-klassen.